# Eremophila pustulata
Eremophila pustulata là một loài thực vật có hoa trong họ Huyền sâm. Loài này được S.Moore mô tả khoa học đầu tiên năm 1905.